# Енріко Бетті
Енрі́ко Бе́тті (італ. Enrico Betti; 21 жовтня 1823, Пістоя, тепер Італія — 11 серпня 1892, Терриччола, Італія) — італійський математик і фізик. Відомий своїми піонерськими роботами з топології, займався також абстрактною алгеброю і математичним аналізом.

## Біографія
Народився у тосканському місті Пістоя, рано залишився без батька. Закінчив Пізанський університет у 1846 році. Брав участь у збройній боротьбі за об'єднання Італії, потім став викладачем Пізанського університету.
- 1857 — професор вищої алгебри, пізніше перейшов на кафедру аналізу і вищої геометрії;
- 1862 — член італійського парламенту;
- 1864 — професор математичної фізики;
- 1870 — професор небесної механіки;
- 1884 — став сенатором.

Став членом Геттінгенської академії наук.
Бетті викладав також у Вищій нормальній школі у Пізі, а з 1864 року став її директором. У ці роки Вища нормальна школа перетворилась у провідний навчальний заклад Італії. Багато видатних математиків Італії другої половини XIX століття вчились на його лекціях.

## Наукові здобутки
Спочатку (1850—1860) дослідження Бетті стосувались алгебри (теорія Галуа), математичного аналізу (еліптичні функції), теорії функцій. Подорожуючи Європою (1858) познайомився з Бернгардом Ріманом, захопився його ідеями і продовжив його роботи у галузі багатовимірної геометрії і математичної фізики. У 1871 році Бетті опублікував статью «Про простори довільного числа вимірів» (італ. Sopra gli spazi di un numero qualunque di dimensioni), де уперше з'явилось поняття, пізніше назване «числами Бетті». Назву терміну дав Анрі Пуанкаре, котрий завершив створення фундаменту топології як науки.
Бетті вніс вклад в багатовимірну теорію зв'язності поверхонь. У математичній фізиці розвинув теорію потенціалу, досліджував проблеми поширення тепла, займався гідродинамікою та теорією капілярних явищ. У теорії пружності дослідив проблему n тіл. Застосував для інтегрування рівнянь пружної рівноваги методи, що раніше використовувались при інтегруванні рівнянь Лапласа. Основою рішення стала доведена ним важлива теорема про взаємність робіт, що отримала назву «Теорема Бетті».

## Наукові праці
Згадана вище найвідоміша стаття Бетті «Про простори довільного числа вимірів»:
- Betti E. Sopra gli spazi di un numero qualunque di dimensioni[недоступне посилання]. Ann. Mat. pura appl. 2/4 (1871), 140—158. ISSN 0373-3114.

Двотомник праць Бетті видано посмертно в 1903-1913 роках:
- Opere matematiche di Enrico Betti, pubblicate per cura della R. Accademia de' lincei (2vols.) [Архівовано 5 листопада 2021 у Wayback Machine.] (U. Hoepli, Milano, 1903—1913)